# Strobilopterus
Strobilopterus é um gênero de euriptérido pré-histórico da família Strobilopteridae [en]. O gênero contém quatro espécies, duas do Devoniano de Wyoming, Estados Unidos (Strobilopterus princetonii e Strobilopterus proteus), uma do Devoniano de Ohio, Estados Unidos (Strobilopterus richardsoni) e uma do Siluriano da Estônia (Strobilopterus laticeps).

## Descrição

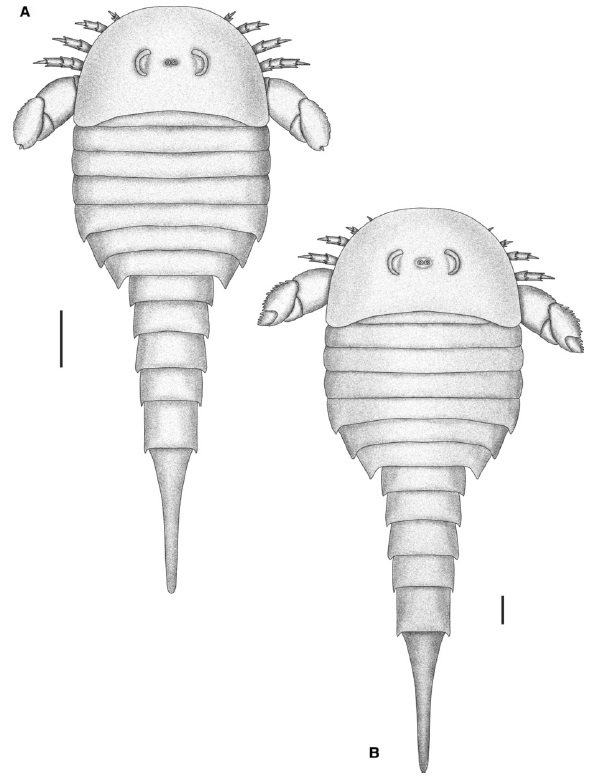
Estágios subadultos e adultos de Strobilopterus proteus. A: Estágio juvenil/subadulto, B: Estágio subadulto/adulto.

Strobilopterus era um grande euriptérido strobilopterídeo, com adultos da espécie Strobilopterus proteus medindo aproximadamente 15 a 20 centímetros de comprimento. A carapaça de Strobilopterus era larga e de formato semicircular, com os olhos laterais lunados a crescentes com o lobo palpebral entre os setores central e centromesial. O primeiro par de apêndices era pequeno, sem dentículos, e os quatro pares de apêndices subsequentes também eram pequenos, mas com espinhos fixos e margens dos podômeros [en] distais serrilhadas. O sexto e último par de apêndices era curto, mas era poderosamente serrilhado nas margens anteriores dos podômeros. O apêndice genital do tipo A era longo e indiviso, o apêndice do tipo B era de formato mais oval.